# Aoplus rufulus
Aoplus rufulus là một loài tò vò trong họ Ichneumonidae.